# Léon Bertrand (résistant)
Pour les articles homonymes, voir Bertrand et Léon Bertrand.
Léon Bertrand, né Léon Marie Émilien Bertrand le 4 octobre 1902 à Dijon et décédé le 17 novembre 1977 à Nice, est un résistant français lors de la Seconde Guerre mondiale. Il est particulièrement actif en Bourgogne, dans la vallée de l'Ouche, à proximité du village de Remilly-en-Montagne, du 30 juin 1944 au 15 septembre 1944.
Étant le chef de file d'un groupe de maquisards dont le nom était Compagnie Madagascar, il a été surnommé Léon Malgache ou Capitaine Malgache.

## Distinctions
- Citation à l'Ordre du Régiment
- Médaille militaire
- Médaille de la Résistance
- Croix de Chevalier de la Légion d'honneur
- Croix de Guerre avec palme